# Siriella brevispina
Siriella brevispina is een aasgarnalensoort uit de familie van de Mysidae. De wetenschappelijke naam van de soort is voor het eerst geldig gepubliceerd in 2010 door Biju, Jasmine & Panampunnayil.